# Mihai Timofti
Pour les articles homonymes, voir Timofti.
Mihai Timofti, né le 19 septembre 1948 à Chișinău où il est mort le 10 novembre 2023, est un metteur en scène, acteur, musicien, réalisateur et professeur moldave.

## Biographie
En 1965, Mihai Timofti entre au théâtre national « Contemporanul » (son directeur artistique étant alors le dramaturge G. Timofte). Il y fait ses premiers pas sur scène dans le rôle principal dans la comédie de G. Timofte Les Rêves et les Ennuis. Deux ans plus tard, il termine l'école spéciale musicale de dix classes Eugène Coca pour la classe de la clarinette et le piano. À Moscou, au festival des théâtres nationaux, Mihai Timofti reçoit deux médailles d'or, une pour le rôle principal dans la comédie Les Rêves et les Ennuis, l'autre pour la musique écrite pour ce spectacle. En 1971, Timofti termine le conservatoire d'État Gavriil Musicescu (la faculté de la mise en scène du drame).
De 1971 à 1981, il travaille au studio Moldova-Film comme le réalisateur et l'acteur. Il filme près de 40 films documentaires et films musicaux de court métrage. Il participe dans le tournage du film d'Emil Loteanu Lăutarii dans le rôle du chauffeur Vasile.
De 1984 à 1985, il  travaille au théâtre de la comédie musicale d'Orenbourg comme le metteur en scène. Il met en scène les spectacles: L'anniversaire du chat Léopold de B. Saveliev (première mise en scène de ce spectacle en Union soviétique), Rose-Marie de Rudolf Friml et Herbert Stothart.
En 1985, il termine le conservatoire d'État de Léningrad (aujourd'hui Saint-Pétersbourg) N. Rimski-Korsakov (la faculté de la mise en scène d'opéra).
De 1985 à 1987, il travaille comme chef du cours des acteurs de la comédie musicale au conservatoire d'État G. Muzitchescou de Chișinău. Il travaille ensuite, de 1986 à 1988 au théâtre musical de Saransk (en Mordovie) comme le metteur en scène principal, pour les spectacles, Le Roi de la Valse de Johann Strauss II, l'opéra comique Dorothée de Tikhon Khrennikov, Donna Lucia d’Oscar Feltsman. Puis, de 1989 à 1990, il est metteur en scène  au théâtre musical de Tomsk (Tomsk—7), pour Le Trésor du Capitaine Flint de B. Saveliev et Dorothée de Tikhon Khrennikov.
En 1990, il met en scène Le Mauvais Caneton de I. Kovatch au théâtre national d’opéra et de Ballet de Chișinău. L'année suivante, il scénarise et met en scène la soirée d'opérette Le bal surprise. En 1992, il met en scène au théâtre musical de Galați en Roumanie, l'opérette Mam'zelle Nitouche d’Hervé.
En 1993, il devient citoyen de roumain. La même année, il met en scène l'opéra Lucia di Lammermoor de Gaetano Donizetti et l'opéra pour les enfants Peter Pan de L. Profetta.
En 1996, il scénarise et met en scène la comédie musicale La Fantaisie de Noël en Roumanie, en Russie et en Moldavie. L'année suivante il travaille sur l'opéra Carmen de Georges Bizet.
En 2005, il met en scène l'opéra Aida de Giuseppe Verdi. En 2006, il met en scène et joue dans la version anglaise de l'opérette Die Fledermaus de Johann Strauss II.
En 2012, il scénarise et met en scène le concert théâtral La nostalgie d'Eminescu (en roumain : Dor de Eminescu). La même année, il met en scène et joue dans l'opérette La Veuve joyeuse de Franz Lehár.

### Répertoire

#### Réalisateur
Mihai Timofti a filmé près de 40 films documentaires et films musicaux de court métrage

#### Metteur en scène
- Le spectacle dramatique Macbeth de William Shakespeare
- La comédie musicale L'anniversaire du chat Léopold de B. Saveliev
- La comédie musicale Le Trésor du Capitaine Flint de B. Saveliev
- L'opéra Manon Lescaut de Giacomo Puccini
- L'opéra-comique Dorothée de Tikhon Khrennikov
- L'opérette Le Roi de la Valse de Johann Strauss II
- L'opéra-comique Donna Lucia d’Oscar Feltsman
- L'opérette Silva Emmerich Kálmán
- L'opérette Le Comte de Luxembourg de Franz Lehár
- L'opéra-comique Le Mauvais Caneton de I. Kovatch
- L'opérette Soldat de plomb Tale de D. Capoianu
- L'opérette Mam'zelle Nitouche de Hervé
- La comédie musicale La Fantaisie de Noël de M. Timofti
- La soirée d'opérette Le bal surprise de M. Timofti
- L'opéra pour les enfants Peter Pan L. Profetta
- L'opéra Lucia di Lammermoor de Gaetano Donizetti
- L'opérette Rose-Marie de R. Friml et Herbert Stothart
- L'opéra Otello de Giuseppe Verdi
- L'opéra Carmen de Georges Bizet
- L'opéra Aida de Giuseppe Verdi
- L'opérette Die Fledermaus de Johann Strauss II (version anglaise)
- Le concert théâtral La nostalgie de Eminescu (en roumain : Dor de Eminescu
- L'opérette La Veuve joyeuse de Franz Lehár

#### Acteur
- La comédie musicale Les Rêves et les Ennuis de Mihai Timofti : Take
- Le spectacle dramatique Serghei Lazo de G. Timofte : ordonné
- Le spectacle dramatique Victime de G. Timofte : roumaine officier
- Le spectacle dramatique Bruyant Amour : Nicolay
- Le film Lautarii d'Emil Loteanu : chauffeur Vasile
- Le vaudeville Recherche en mariage Hussar : Hussar
- Le spectacle dramatique Mort de Théodore Ioanovich : Boyarin Kleshnin
- Le spectacle dramatique Les Âmes mortes de Nicolas Gogol : Nozdriov
- Le spectacle dramatique Macbeth de William Shakespeare : Macbeth
- La comédie musicale L'anniversaire du chat Léopold de B. Saveliev : chat Léopold
- L'opérette Die Fledermaus de Johann Strauss II : Frosch[2]
- L'opérette La Veuve joyeuse de Franz Lehár : Njegus[3]

#### Scénariste
- La comédie musicale La Fantaisie de Noël de M. Timofti
- La soirée d'opérette Le bal surprise de M. Timofti
- Le concert théâtral La nostalgie de Eminescu (en roumain : Dor de Eminescu)

#### Compositeur
- La comédie musicale es Rêves et les Ennuis

### Instruments
Mihai Timofti joue aux différents instruments musicaux : Clarinette, piano, flûte, piccolo, trompette, saxophone

### Tournée
Mihai Timofti a été en tournée en Roumanie, Russie, Espagne, Portugal, Royaume-Uni, Irlande, Allemagne, Suisse...